# ジョン・ミード・ハンツマン (シニア)

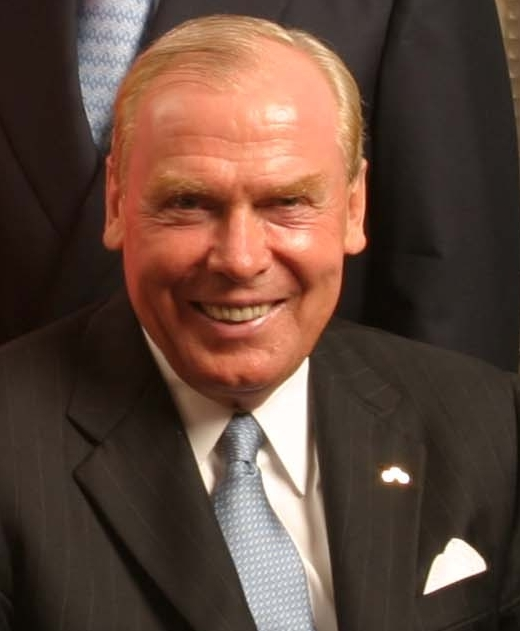
ジョン・ミード・ハンツマン

ジョン・ミード・ハンツマン（Jon Meade Huntsman, 1937年6月21日 - 2018年2月2日）は、アメリカ合衆国の実業家、慈善家。化学工業会社ハンツマン・コーポレーションの創業者であり、長者番付フォーブズ400に掲載されたことのある大富豪であった。

## 生い立ちと教育
ハンツマンはアイダホ州ブラックフットにおいて誕生した。ハンツマンは貧困層の家庭で成長した。ハンツマンはアイビー・リーグの1つペンシルベニア大学に進学した。ハンツマンはウォートン・スクールでビジネス学を専攻し、1959年に学士号を取得した。またハンツマンは1970年に南カリフォルニア大学で経営学修士号を取得した。ハンツマンは大学時代、所属する友愛会シグマ・カイにおいて寄付金調達に主導的な役割を果たした。

## 専門職
ハンツマンは1970年にリチャード・ニクソン大統領から保健教育福祉省の高官として指名を受けた。ハンツマンは1971年から1972年にかけて、ニクソン大統領の特別補佐官および事務秘書官を務めた。
ハンツマンは1982年までダウ・ケミカル社に勤務した。ハンツマンは1982年にプラスチック包装製品の製造を扱うハンツマン・コンテナ・コーポレーション社を起業し、兄ブレインと共同で経営を始めた。ハンツマン・コンテナ・コーポレーション社は間もなく会社名をハンツマン・コーポレーション社へと改称した。ハンツマン・コーポレーションは急成長を遂げ、20年後には年間数十億米ドルを売り上げる巨大企業へと発展した。ハンツマンは旧ソビエト連邦に拠点を置く企業の経営に関与した最初のアメリカ人でもあった。
2007年、ハンツマンは知人2人とともに、非公開投資会社ハンツマン・ゲイ・グローバル・キャピタルを共同創設した。知人の1人はベインキャピタル社の元最高経営責任者ロバート・C・ゲイであり、中堅企業への投資に注目していた。もう1人は2005年にプロフットボール殿堂入りを果たしたNFLの元クォーターバック選手スティーブ・ヤングであった。

## 慈善活動
ハンツマンはユタ州で活動する複数の慈善団体を支援し、また全国レベルで活動する慈善団体にも援助を行った。ハンツマンが関与した慈善活動のうち、最も著名なものにハンツマン癌研究所の設立が挙げられる。ハンツマンにちなんで名づけられた同研究所は、「他者への無私無欲の貢献こそが、本当の豊かさである」というハンツマンの言葉をモットーとして掲げている。雑誌タイムは2000年に、ハンツマンを「アメリカで6番目に大きな貢献を行った慈善家」として取り上げた。ハンツマンは2000年に、総額で750百万米ドル相当の寄付・寄贈を行った。ハンツマンは歴代の慈善家としても上位50人の中の1人に入った。

## 私生活とモルモン教
ハンツマンは妻カレン・ハイト (Karen Haight) と半世紀近くをともにし、9人の子供をもうけた。ハンツマンには70人を超える孫が生まれた。加えて長男ジョン・ジュニア（現駐中国大使）は、中国およびインドからそれぞれ1人ずつ養子を迎えた。
ハンツマンは末日聖徒イエス・キリスト教会の教徒であり、七十人に召された。また七十人第二定員会の会員でもあり、ワシントンD.C.伝道部においては地方部長および会長を務めた。

## 栄誉
ハンツマンの母校ペンシルベニア大学では、ハンツマンの功績を称えて、中央講義棟に「ハンツマン・ホール」という名称が贈られた。またウォートン・スクールの教養学部においては、国際関係とビジネスを学際的に研究する課程に対してハンツマンの名前が付与された。ユタ大学は最も大きな屋内アリーナに対して、ハンツマンの名を与えた。ブリガム・ヤング大学は法律図書館を新設する際、ハンツマンに相談してモルモン教会大管長ハワード・ハンターにちなんだ名を付与した。2007年12月、ユタ州立大学はハンツマンから同大学史上最高額となる25百万米ドルの寄付を受けたことに感謝して、経営学大学院を「ジョン・M・ハンツマン・スクール・オブ・ビジネス」と改称した。

## 著作物
ハンツマンは2005年に著書『「賢いバカ正直」になりなさい』をウォートン・スクール出版から刊行した。同書はハンツマンが掲げた信念と生き方を示した教訓書であり、ウォートン・スクール出版における2005年のベストセラーとなった。

## 永眠
2018年2月2日、ハンツマン・シニアはユタ州ソルトレイクシティにて永眠した。80歳没。